# 3. armada (NOVJ)
3. armada je bila partizanska armada, ki je delovala kot del NOV in POJ v Jugoslaviji med drugo svetovno vojno. 
Armada je bila ustanovljena 1. januarja 1945 z ukazom vrhovnega poveljnika maršala Josipa Broza - Tita skupaj s 1. in 2. armado.

## Zgodovina
Za komandanta je bil imenovan generallajtnant Kosta Nađ, politični komisar polkovnik Branko Petričević, načelnik štaba polkovnik Vukašin Subotić. V armado so najprej vključili  12. korpus ter enote NOV in POJ Vojvodine, nato pa še 6. in 10. korpus. Ob ustanovitvi je imela armada okrog 50.000 borcev, do konca vojne pa je zelo narasla. Do aprila je držala položaje na sremdki fronti od Drave do Vukovarja in se bojevala na virovitiškem mostišču, na levem bregu Drave, v okolici Slavonske Požege, pri Daruvarju itd. V sklepnih bojih za osvoboditev Jugoslavije je osvobodila velik del Slavonije, Moslavine, Hrvaško Zagorje in s slovensko IV. operativno cono severovzhodni del Slovenije (Ptuj, Maribor). Njene enote so skupaj s IV. operativno cono ustvarile obroč okrog glavnine sovražnikove skupine iz jugovzhodne Evrope (nemška vojska, ustaši, domobranci in črnogorski četniki) in jo v hudih bojih do 15. maja prisilile k kapitulaciji.

## Sestava
1. januar 1945
- 16. divizija
- 36. divizija
- 51. divizija